# GE Bank Mieszkaniowy
GE Bank Mieszkaniowy SA (d. Polsko-Amerykański Bank Hipoteczny SA) – pierwszy polski bank hipoteczny założony po 1989. Działał w latach 1992–2004 z siedzibą w Warszawie.

## Historia
Założony w 1992 jako Polsko-Amerykański Bank Hipoteczny SA (PAM Bank) z siedzibą w Warszawie. Został założony wspólnie przez Polsko-Amerykański Fundusz Przedsiębiorczości, Wielkopolski Bank Kredytowy i przedsiębiorstwo Polservice. Był to pierwszy bank hipoteczny założony w Polsce po 1989. Specjalizował się w finansowaniu zakupu i budowy nieruchomości mieszkalnych dla klientów indywidualnych. W latach 1993–1998 był to drugi największy pod kątem wolumenu udzielonych kredytów hipotecznych bank w Polsce, po Powszechnej Kasie Oszczędności.
W 1998 został zakupiony przez General Electric, a w 1999 jego nazwa uległa zmianie na GE Bank Mieszkaniowy SA.
W 2004 bank został połączony z bankiem uniwersalnym pod nazwą GE Capital Bank z siedzibą w Gdańsku, a połączony bank otrzymał nazwę GE Money Bank SA, zgodnie z ówczesną strategią grupy kapitałowej na świecie. Siedzibą połączonego banku został Gdańsk. 